# ラングトンのループ

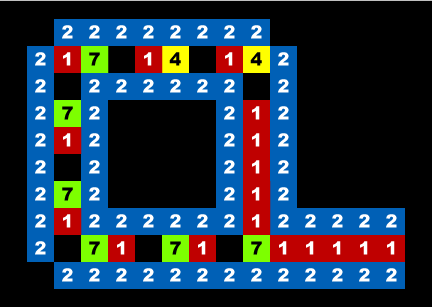
ラングトンのループの初期状態

ラングトンのループ（Langton's loops）は、クリストファー・ラングトンが創造した人工生命の種である。セル・オートマトン空間でシミュレートされ、遺伝情報を鞘が取り囲んだループ状の形となっている。各セルの状態に従って命令が実行され、鞘の一部が徐々に延ばされて一種の腕（あるいは仮足）を成長させていき、それが子供のループを形成していく。すると、遺伝情報がその腕に入っていき、3回左に曲がってループを形成させ、最終的に親のループから切り離す。

## ゲノムの符号化
ループの遺伝コードは0と0以外の値のペアが並んだ形で格納されている。標準的なゲノムは左下の端から始まる 0710710711111041041071071071 である（図参照）。

## コロニー

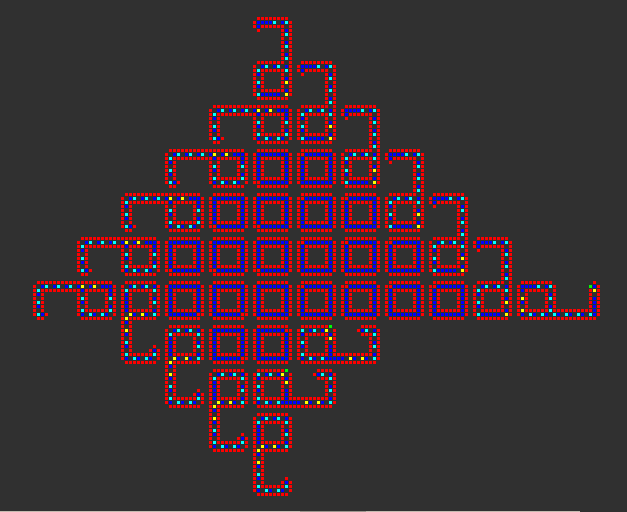
ラングトンのループによって形成されたコロニー

ループの「仮足」の性質上、既に他のループが存在する場所に新たなループを形成することができない。そのため、周りを他のループに取り囲まれたループは自己複製ができなくなる。そのためサンゴのようなコロニーを形成することとなり、「死んだ」個体群を核として表面を自己複製を行う「生きた」個体群が膜状に取り囲むようにして成長していく。空間が無限でない限り、コロニーの大きさは制限される。最大個体数の極限値は {\displaystyle \left\lfloor {\frac {A}{121}}\right\rfloor } であり、ここで A は全空間に敷き詰められるセル数である。

## ラングトンのセル・オートマトン
ループは、8状態、ムーア近傍（セルを取り囲む8つのセルの状態から次の状態を決定する方式）の二次元セル・オートマトンに基づいている。

## 類似の人工生命
以下はいずれも佐山弘樹（ニューヨーク州立大学ビンガムトン校助教授）が発明した人工生命である。

### SDSRループ
SDSRループ（Structurally Dissolvable Self-Reproducing loop）もラングトンのループからの派生である。ラングトンのループでは周囲を他のループに囲まれると自己複製ができないが、SDSRループは個体の寿命が設定されていて、死ぬときに個体の痕跡を消すようになっている。このため、空間が限られていても常に成長し続けることが可能である。
SDSRループは、セル・オートマトンに9番目の状態を導入することで自身を消すことができるようになっている。この状態はループの仮足が他の鞘の一部や他のループと衝突したときに発生する。従って、ループの仮足が他の個体と衝突したときに次の世代のために空間を明け渡すのである。

### Evoloop
Evoloop はラングトンのループを修正したもので、近傍のループとの相互作用と進化を取り入れたものである。周囲を囲まれたときに不活性状態となるのではなく、周囲のループと相互作用を及ぼす。Evoloop のゲノムはラングトンのループのそれのように固定されたものではなく、種形成が可能となっている。Evoloop のコロニーで進化を促す要因は第一に空間の奪い合いであり、小さいループを持つ種が優勢となることが多い。
Evoloop のシミュレーションでも珍しいことではあるが、ループ間の相互作用によって「接合; conjugation」が観測される場合もある。ループの仮足が他のループと衝突した後、両者の遺伝子が交じり合い、雑種（あるいはキメラ）の子ループを生成する。しかし、このような接合は進化という意味ではあまり有益ではなく、その個体は自己複製機能を持たないことが多い。